# IR-Klasse WAG-5
Die WAG-5 ist eine Elektrolokomotive der Indian Railways für den Betrieb mit 25 kV-Wechselstrom mit einer Frequenz von 50 Hz, die in den Jahren 1983 bis 1998 von Chittaranjan Locomotive Works (CLW) in Zusammenarbeit mit Bharat Heavy Electricals (BHEL) in gebaut wurde. Die Bezeichnung der Baureihe setzt sich aus W für wide ‚Breitspur‘, A für alternating current ‚Wechselstrom‘ und G für goods ‚Güter‘ für Güterzuglokomotive zusammen. Hinter dem Bindestrich folgt eine 5 um die 5. Generation der WAG-Lokomotiven zu kennzeichnen.
Die WAG-5 war mit 1196 gebauten Lokomotiven, die meistgebaute Baureihe indischer Elektrolokomotiven, bis die Nachfolgebaureihe WAG-7 in noch größeren Stückzahlen gebaut wurde. Die erfolgreiche WAG-5 basiert auf der ebenfalls bewährten WAM-4 und war selbst die Basis für die Nachfolgebaureihe WAG-7 und die Gleichstromlokomotive WCM-6. Mit der Einführung der Güterzuglokomotiven mit Drehstromantrieb der Baureihen WAG-9 und WAG-12 wurden die WAG-5 in den leichten Personenzugdienst abgedrängt. Die Lokomotiven werden ab 2019 in großen Stückzahlen ausgemustert und verschrottet.

## Geschichte
Die bestehenden Güterzuglokomotiven waren die Baureihen WAG-1, WAG-2, WAG-3 und WAG-4, die als Fehlschläge galten. Alle Baureihen benutzten Monomoteur-Drehgestelle, bei denen ein einziger Fahrmotor pro Drehgestell die beiden Achsen über ein Getriebe antrieb. Diese Bauart sollte aufgrund der besseren Ausnutzung des Reibungskoeffizient mit einer leichteren Ausrüstung die gleichen Zugkräfte erbringen, wie eine Lokomotive mit Einzelachsantrieb. Das notwendige Drehmoment ließ sich aber nicht in einem einzigen Motor pro Drehgestell unterbringen, auch wenn dieser wesentlich größer war, als die Motoren der Tatzlagerantriebe. Die Lokomotiven hatten somit eine zu geringe Zugkraft, was sich im Besonderen an Steigungen bemerkbar machte, sodass Doppeltraktionen notwendig wurde, was aber wiederum dazu führte, dass für die gleiche Anzahl Züge weniger Lokomotiven zur Verfügung standen.
Im Gegensatz zu den bereits vorhandenen Güterzuglokomotiven waren die sechsachsigen Lokomotiven der Baureihe WAM-4 von Beginn an im Güterzugdienst außerordentlich erfolgreich, obschon sie als Universallokomotiven konzipiert waren. Dies führte dazu, dass die Produktion der WAG-4 umgehend eingestellt wurde und nur noch WAM-4-Lokomotiven gebaut wurden. Durch Ändern der Getriebeübersetzung entstand 1978 eine Serie von 40 Lokomotiven, die eine höhere Zugkraft hatten und somit speziell für den Güterverkehr geeignet waren. Die Lokomotiven waren zuerst als WAM-4B bezeichnet, waren aber so erfolgreich, dass daraus eine eigene Baureihe entstand, die mit WAG-5 bezeichnet wurde.

## Technik
Die WAG-5 ist im Wesentlichen eine WAM-4-Lokomotive mit geänderter Getriebeübersetzung.
Von den Stromabnehmern wird der Strom über einem Drucklufthauptschalter dem Transformator zugeführt. Dieser besteht aus einem Autotransformator, dessen Ausgangsspannung mit einem Hochspannungsstufenwähler verändert werden kann und einem galvanisch getrennten Transformator mit festem Übersetzungsverhältnis, die beide auf demselben Eisenkern in einem Öltank montiert sind. Der Ausgangsstrom des Transformators wird den beiden Gleichrichterblöcken zugeführt, die den Wechselstrom in Gleichstrom umwandeln. Dieser wird über Glättungsdrosseln, Wendeschalter den sechs Fahrmotoren zugeführt, die dauernd parallel geschaltet sind. In den obersten Fahrstufen wird Feldschwächung angewandt.
Wie bei den WAM-4 Lokomotiven wurden die von der American Locomotive Company (ALCo) entwickelten asymmetrischen Trimount-Drehgestelle mit gegossenem Rahmen verwendet, wie sie bei den Diesellokomotiven der Baureihe WDM-2 das erste Mal verwendet wurden. Die von Alstom entwickelten Fahrmotoren TAO 659 wurden von der CLW unter einem Technologietransfervertrag gefertigt. Probleme bei der Herstellung führten dazu, dass unter der Baureihenbezeichnung WAG-5H auch Lokomotiven mit Hitachi-Motoren HS15250 ausgeliefert wurden, die ebenfalls unter einem Technologietransfervertrag in der CLW gefertigt wurden. Weiter wurden einige TAO-Fahrmotoren nach dem Alstom-Design mit Tatzlagern der Hitachi-Fahrmotoren ausgerüstet. Diese Bauform wurde als TAOchi bezeichnet.

## Varianten
Wie bei der WAM-4 gibt es bei den WAG-5 eine ganze Reihe von Varianten, deren Bezeichnung meist keinen offiziellen Charakter hatten, sondern nur von den Betriebswerken verwendet wurden um die Lokomotiven mit verschiedenen Eigenschaften in ihrem Bestand besser auseinanderhalten zu können. Die wichtigsten Kürzel sind:
- A für Alstom-Fahrmotoren
- H für Hitachi-Fahrmotoren
- HA für high adhesion ‚hoher Reibungskoeffizient‘ bei Lokomotiven, die mit Drehgestellen ausgerüstet sind, welche einen höheren Reibungskoeffizient ausnutzen können und dadurch größere Zugkräfte ausüben können
- P für Passanger ‚Reisende‘, Lokomotiven für den Reisezugverkehr, meist ohne Saugluftbremse, mit Übersetzungen für 100 km/h und TAOchi-Fahrmotoren
- HB für Lokomotiven mit Hitachi-Fahrmotoren, die von BHEL gefertigt wurden.[1]

## Anstrich
Der gewöhnliche Anstrich war Kastanienbraun mit einem gelben Band und gelben Blitzen an der Stirnfront. Auch bei dieser Baureihe wurde der Anstrich von einigen Betriebswerken geändert, vor allem bei Lokomotiven, die für Reisezüge verwendet wurden. Einige Lokomotiven trugen auch den 'Barbie-Puppen-Anstrich' in Silber, Rot und Blau.